# Китайська Народна Республіка
Кита́йська Наро́дна Респу́бліка (кит. трад. 中華人民共和國, спр. 中华人民共和国, піньїнь: Zhōnghuá Rénmín Gònghéguó, акад. Чжунхуа Женьмінь Ґунхеґо) або Кита́й — держава в Східній Азії. Друга за чисельністю населення держава світу (1 439 323 776 осіб, більшість населення — етнічні китайці, самоназва — хань); посідає 4-те місце у світі за площею, поступаючись тільки Росії, Канаді та США.
Китай межує на півночі з Монголією, на північному заході — з Казахстаном, на заході — з Киргизстаном, Таджикистаном та Афганістаном, на північному сході — з Російською федерацією та КНДР, на південному заході — з Індією та Непалом, на півдні — з Бутаном, М'янмою (раніше Бірма), Лаосом і В'єтнамом. На сході та південному сході країну омивають Жовте, Східнокитайське та Південнокитайське моря. Столиця — Пекін.
КНР є кандидатом-наддержавою, постійним членом Ради Безпеки ООН (1971), однією з провідних космічних держав світу, володіє ядерною зброєю і найбільшою у світі армією за чисельністю військовослужбовців.
2010 року китайська економіка обігнала японську і стала другою економікою світу за номінальним ВВП. У 2014 році Китай обігнав США і став першою економікою у світі по розміру за ВВП (ПКС). КНР є світовим лідером із виробництва більшості видів промислової продукції, зокрема з виробництва автомобілів і споживчого попиту на них. Найбільший світовий експортер («фабрика світу»). Має у своєму розпорядженні найбільші у світі золотовалютні резерви.
Китай є членом наступних міжнародних організацій як ООН, АТЕС, G20, Світова організація торгівлі (СОТ; з грудня 2001 року), а також ШОС і БРІКС.
З часу проголошення Китайської Народної Республіки 1949 року панівною партією є Комуністична партія Китаю. Міжнародні спеціалісти зазначають, що КНР, попри потужне економічне зростання, не є демократією і є авторитарною диктатурою.

## Походження назви
Згідно із загальнопоширеною версією, слово «Китай» походить від імені «Катай», яке, зі свого боку, виникло від назви не китайської, а прото-монгольської групи кочових племен із Маньчжурії — кидані. У 907 році вони захопили північ країни і заснували там свою династію Ляо. Їхнє місце в XII—XIII століттях зайняли інші кочівники — чжурчжені та монголи, однак етнонім їхніх попередників закріпився як топонім Північного Китаю. Завдяки європейським купцям, зокрема, Марко Поло, ця назва у формі «Катай» («Cathay») потрапило в середньовічну Західну Європу, витіснивши латинське «China». Звідси воно перейшло до більшості слов'янських мов, де перетворилося на «Китай». На Заході «Катай» зрідка вживається як поетична назва Китаю.

## Історія

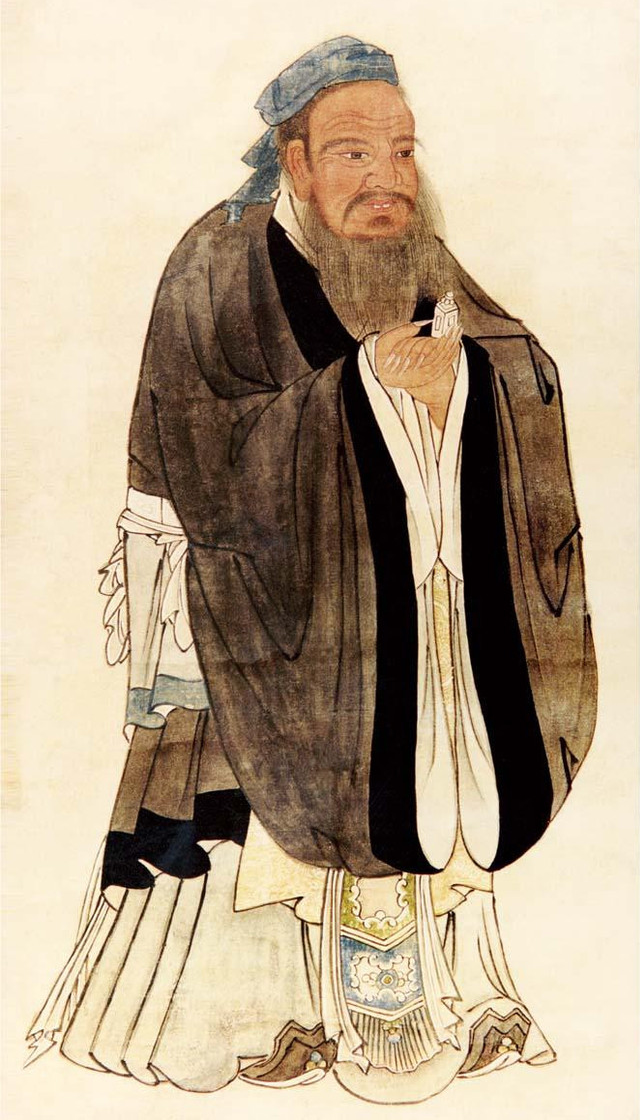
Конфуцій

Історія Китаю особлива різноманітністю письмових джерел, які, у поєднанні з археологічними даними, що сягають періоду палеоліту, дозволяють реконструювати політичне життя і соціальні процеси, починаючи з глибокої давнини. Канонізовані давньокитайські тексти релігійно-філософського та історичного змісту — особливо ті з них, в яких містилося вчення Конфуція — в свою чергу, самі впливали на подальший розвиток китайської цивілізації, світогляд китайського народу.
Для китайської цивілізації з часів Конфуція була характерна висока соціально-політична активність кожної людини, спрямована на досягнення щастя і благополуччя саме в земному житті — при цьому його доля залежала не від божественного приречення, а від власних зусиль.
З політичної точки зору Китай протягом декількох тисячоліть проходив через циклічні періоди політичної єдності та розпаду, причому в ряді випадків частково або повністю ставав частиною іноземних держав (наприклад, імперій Юань і Цін). Територія Китаю регулярно піддавалася зовнішнім нашестям, проте більшість загарбників рано чи пізно зазнавали китаїзації та асимілювалися в китайський етнос, а території їхніх держав зазвичай включалися до складу Китаю. Сучасна китайська держава й суспільство є результатом багатовікового культурного і політичного взаємопроникнення і взаємодії з численними навколишніми азійськими народами, що супроводжувалось переміщеннями багатомільйонних людських мас і багатовікової ханьської асиміляції. При цьому необхідно враховувати, що традиційна китайська історіографія включає суверенні держави інших народів (монголів, маньчжурів тощо) в хронікально-династичну історію Китаю, ігноруючи власні історичні традиції цих народів і розглядаючи їх держави як історичні частини Китаю.

### Встановлення Республіки

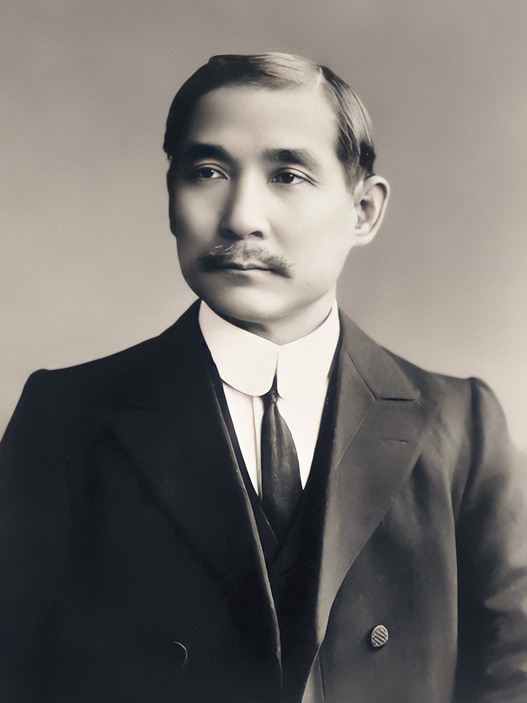
Сунь Ятсен, засновник Республіки Китай, однієї з перших республік в Азії.

Китайська монархія зазнала краху в 1912 році під час Сіньхайської революції, коли на зміну династії Цін прийшла Китайська Республіка. Японія вторглася в Китай у 1937 році, поклавши початок Другій японо-китайській війні та тимчасово зупинивши громадянську війну між Комуністичною партією Китаю (КПК) і Гоміньданом (панівна партія Республіканського Китаю). Капітуляція та вигнання японських військ з Китаю в 1945 році залишили вакуум влади в країні, що призвело до відновлення боїв між КПК і Гоміньданом.

### Громадянська війна та Народна Республіка
До існування Народної Республіки КПК проголосила кілька територій країни Китайською радянською республікою (Цзянсійська Рада). Рада Цзянсі була знищена арміями Гоміндану в 1934 році та переведена в Яньань, де завершився Великий похід китайських комуністів.
Громадянська війна закінчилася в 1949 році. Після цього КПК отримує контроль над більшою частиною материкового Китаю, а Гоміньдан відступає до Тайваню.

1 жовтня 1949 року голова КПК Мао Цзедун офіційно проголосив створення Китайської Народної Республіки на площі Тяньаньмень у Пекіні. У 1950 році Народно-визвольна армія захопила Хайнань і Тибет. Сили Гоміньдану продовжували повстання в західному Китаї протягом 1950-х років.
Уряд КНР зміцнив свою популярність серед селян через земельну реформу, яка передбачала страту від 1 до 2 мільйонів поміщиків. Китай створив незалежну промислову систему та власну ядерну зброю. Населення Китаю зросло з 550 мільйонів у 1950 році до 900 мільйонів у 1974 році. «Великий стрибок», ідеалістичний масштабний проєкт реформ, призвів до мільйонів смертей між 1959 і 1961 роками. У 1966 році Мао та його союзники розпочали Культурну революцію. У жовтні 1971 року КНР замінила Китайську Республіку в Організації Об'єднаних Націй і зайняла її місце як постійний член Ради Безпеки. Ці дії ООН також створили проблему політичного статусу Тайваню та проблему двох Китаїв.

### Реформи та новітня історія
Після смерті Мао «Банда чотирьох» була заарештована Хуа Гофеном. Ден Сяопін прийшов до влади в 1978 році та запровадив економічні реформи. Це ознаменувало перехід Китаю від планової економіки до змішаної економіки з дедалі більш відкритим ринковим середовищем. КПК послабила урядовий контроль над особистим життям громадян. У 1989 році придушення студентських протестів на площі Тяньаньмень викликало засудження та санкції проти китайського уряду.
Цзян Цземінь, Лі Пен і Чжу Жунцзі очолили націю в 1990-х роках. Британський Гонконг і португальський Макао стали частиною Китаю в 1997 і 1999 роках (як спеціальні адміністративні регіони Гонконг і Макао за принципом «Одна країна, дві системи»). Країна приєдналася до Світової організації торгівлі в 2001 році і зберегла високі темпи економічного зростання під керівництвом Ху Цзіньтао і Вен Цзябао в 2000-х роках. Однак таке економічне зростання також серйозно вплинуло на ресурси та навколишнє середовище країни.
Генеральний секретар Комуністичної партії Китаю Сі Цзіньпін керує з 2012 року та докладає широкомасштабних зусиль для реформування економіки Китаю. У 2013 році Китай ініціював Ініціативу «Один пояс, один шлях» — глобальний інфраструктурний інвестиційний проект.
Глобальна пандемія COVID-19 виникла в Ухані та була вперше виявлена в грудні 2019 року. Реакція уряду Китаю включала стратегію нульового запобігання COVID-19, що зробило його однією з небагатьох країн, що дотримуються такого підходу. 1 липня 2021 року Китайська Народна Республіка відзначила 100-річчя заснування КПК численним зібранням на площі Тяньаньмень і культурно-мистецьким виступом на Пекінському національному стадіоні.

## Географія
Китай розташований у Центральній і Східній Азії і є однією з найбільших за площею держав світу. На сході омивається водами Жовтого, Східно-Китайського, Південнокитайського морів Тихого океану. Має численні острови, найбільші — Тайвань і Хайнань. На півночі Китай межує з Росією і Монголією, на заході та півдні — з Афганістаном, Пакистаном, Індією, Непалом, Сіккімом, Бутаном, Бірмою, Лаосом і В'єтнамом, на північному сході — із КНДР.
Узбережжя Китаю тягнеться від кордону з Північною Кореєю на півночі до В'єтнаму на півдні і має довжину близько 14 500 км. Китай омивається Східно-Китайським морем, Корейською затокою, Жовтим і Південнокитайським морями. Крім того, острів Тайвань відділений від материка Тайванською протокою.

### Рельєф
Китай — переважно піднесена країна, що характеризується значними амплітудами висот і складною орографією. Чітко виділяються Тибетське нагір'я на південному заході; розташований північніше — пояс Центрально-азійських рівнин і плоскогір'їв, що простягнувся широкою смугою із заходу на схід; область низинних рівнин Східного Китаю з окраїнними горами.
Тибетське нагір'я — найвисокогірніша частина Китаю. Середня висота цокольних плоскогір'їв перевищує 4 тис. м, окремі вершини підіймаються вище 6—7 тис. м. Нагір'я включає комплекс великих рівнин Джангтанг, безстічні плоскогір'я Центрального Тибету, а також ряд внутрішніх хребтів (Гандісишань, Танглаї та інші) й могутні гірські утвори — Куньлунь на півночі, Сино-Тибетські гори на сході, Гімалаї на півдні й Каракорум на заході. Дві інші гірські системи продовжуються за межами Китаю.
Область низинних рівнин Східного Китаю простягнулася з півночі на південь, головним чином, уздовж узбережжя Жовтого моря. Найпівнічніше положення займають низовини Саньцзян і Північно-Ханкайська, далі випливає розташована у великій міжгірній западині рівнина Сунляо, південніше — Велика Китайська рівнина, що переходить на півдні в рівнини басейну нижньої й середньої течії річки Янцзи. Райони, обрамлені горами (Жехе, Яньшань, Тайханшань, Наньлин, Юньнаньське нагір'я, частково Хінган і Маньчжуро-Корейські гори).

### Клімат
Клімат Китаю дуже різноманітний — від субтропічного на південному сході до різко-континентального (аридного) на північному заході. На південному узбережжі погода визначається мусонами, які виникають через різні поглинаючі властивості суші та океану. Сезонні рухи повітря і супутніх вітрів містять велику кількість вологи в літній період і досить сухі взимку. Наступ і відхід мусонів значною мірою визначають кількість і розподіл опадів по країні. Великі різниці по широті, довготі та висоті на території Китаю породжують велике розмаїття температурних і метеорологічних режимів, попри те, що велика частина країни лежить в області помірного клімату.
Більше 2/3 країни займають гірські хребти, нагір'я і плато, пустелі та напівпустелі. Приблизно 90 % населення живе на 10 % площі країни — в прибережних районах і заплавах великих річок, таких, як Янцзи, Хуанхе (Жовта річка) і Перл. Ці території знаходяться у важкому екологічному стані в результаті довгої та інтенсивної сільськогосподарської обробки та промислового забруднення навколишнього середовища.
Найпівнічніша провінція Китаю Хейлунцзян знаходиться в області помірного клімату, а південний острів Хайнань — в тропіках. Різниця температур між цими регіонами в зимові місяці велика, але влітку зменшується. У північній частині Хейлунцзян температура взимку може опускатися до –40 °C і нижче, середні температури січня — близько -16 °C. Середня температура липня в цій області становить 20 °C. У південних же частинах провінції Гуандун середня температура коливається від 10 °C в січні до 28 °C в липні.
Разом з тим, згідно спостереження NASA, в 2023 році було побито кілька історичних температурних рекордів, зокрема це стосується й Китаю, де температура досягла понад 52 °C.
Кількість опадів змінюється навіть більше, ніж температура. На південних схилах гір Циньлін випадають численні дощі, максимум яких припадає на літні мусони. При русі на північ і захід від гір ймовірність дощів зменшується. Північно-західні райони країни — найсухіші, в розташованих там пустелях (Такла-Макан, Гобі, Ордос) опадів практично немає.
Південні та східні області Китаю часто (близько 5 разів на рік) страждають від руйнівних тайфунів, а також від повеней, мусонів, цунамі та посух. Північні райони Китаю кожну весну накривають жовті пилові бурі, які зароджуються в північних пустелях і переносяться вітрами у бік Кореї і Японії.

### Водойми
Східна частина Китаю має значний поверхневий стік і розгалужену річкову мережу. Для гідрологічного режиму річок цієї частини країни характерним є вкрай нерівномірний внутрішній річковий розподіл стоку: максимум його припадає на вологий сезон, а в сухий період року він зовсім незначний. У період літніх дощів трапляються бурхливі повені, які нерідко викликають водні катастрофи на Янцзи, Хуанхе, Хуайхе й інших річках. Для запобігання розливів і повеней русла багатьох річок були обваловані. Споруджено ряд гідротехнічних споруджень і водоймищ (головним чином, у басейні р. Хуайхе) для регулювання стоку. У басейні нижньої течії р. Янцзи численні озера, найбільші з яких — Дунтінху, Поянху, Тайху. Озера є природними регуляторами стоку: вони приймають паводкові води і повертають їх. Річки й озера Східного Китаю широко використовуються для судноплавства, іригації й рибальства. На Північному Заході Китаю річки мілкі, на великих просторах поверхневий стік відсутній.
Звичайно вони маловодні, стікають у безстічні западини, живлячи озера або, гублячись у пісках. Більшість річок у сухий період пересихає. Великі річки — Яркенд, Аксу (складові Тариму) живляться у горах, для їхнього водного режиму характерна літня повінь. Річки Центральної Азії й рівнин Північно-Східного Китаю кілька місяців сковані льодом. Річкові води на заході широко використовуються для зрошення.
Гідрографічна мережа західної й центральної частини Тибетського нагір'я не має зовнішнього стоку, живлячи численні, переважно солоні, озера. Річки тут маловодні й на тривалий час промерзають до дна. На сході та півдні нагір'я розташовані джерела найбільших річок Азії (Хуанхе, Янцзи, Меконгу, Салуїну, Брахмапутри, Інду). У Північно-Західному Китаї і на Тибетському нагір'ї багато озер, найбільші з яких — Кукунор, Лобнор, Баграшкьоль, Намцо, Селінг. Безстічні озера часто мають солону воду.

## Державний устрій
- Комуністична партія Китаю (КПК)

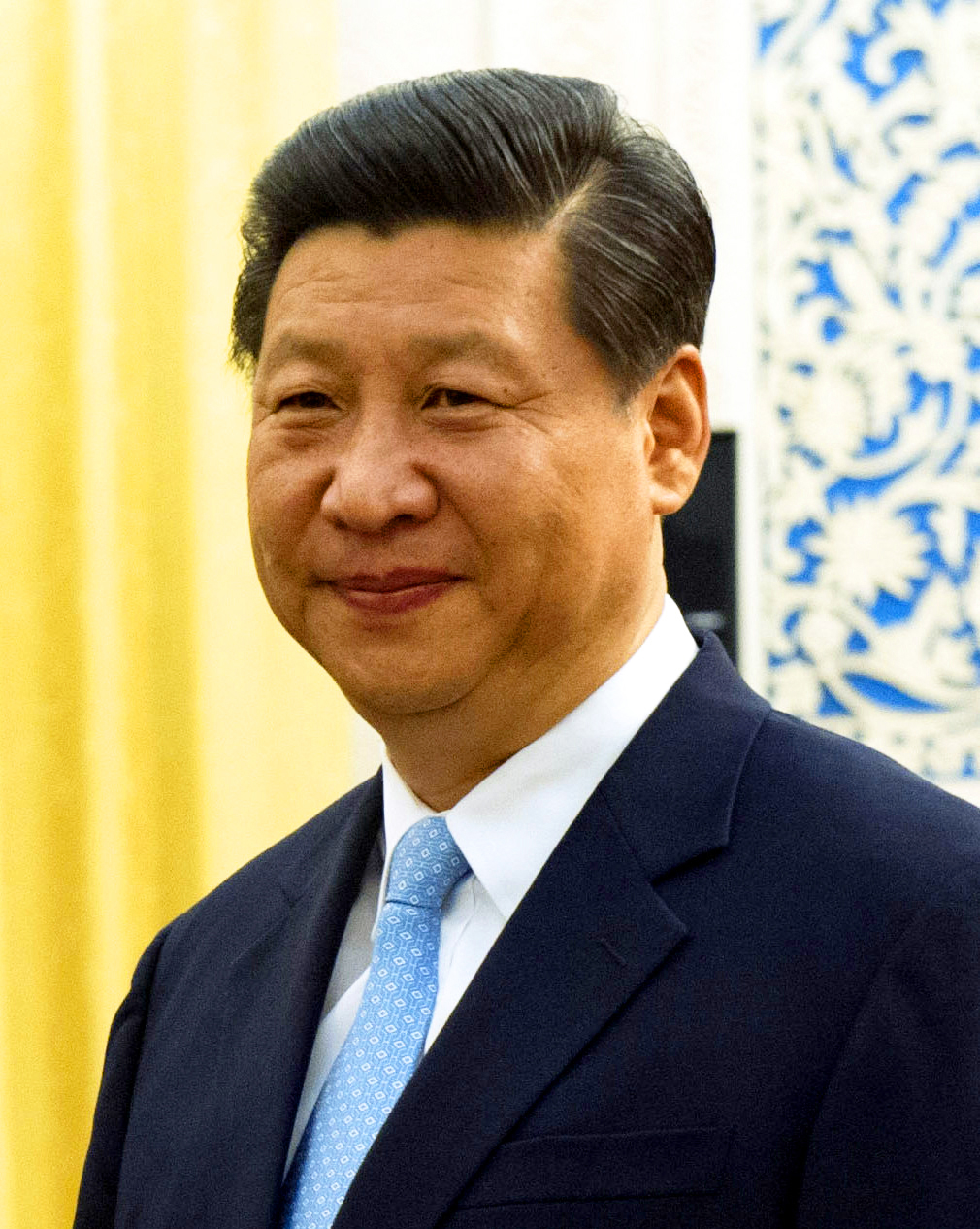
Генсек ЦК КПК

- Всекитайська рада народних представників — парламент КНР
- Китайська народна політична узгоджувальна рада — дорадчий орган при уряді

### Збройні сили
- Народно-визвольна армія Китаю

## Адміністративний поділ

Адміністративний поділ

Китайська Народна Республіка здійснює адміністративний контроль над 22 провінціями; при цьому уряд КНР вважає Тайвань своєю 23-ю провінцією. Окрім цього, до КНР також входять 5 автономних районів, де проживають національні меншини Китаю; 4 муніципальних утворення, відповідних містам центрального підпорядкування, і 2 спеціальних адміністративних райони під управлінням КНР.
Відповідно до Конституції КНР, у країні прийнятий триступеневий адміністративний розподіл:
1. країна розділена на провінції, автономні райони і міста центрального підпорядкування;
2. провінції й автономні райони розділені на автономні округи, повіти, автономні повіти і міста;
3. повіти й автономні повіти розділені на волості, національні волості та селища.

Автономні райони, автономні округи й автономні повіти є територіями національної автономії. У разі потреби держава може засновувати особливі адміністративні райони.
Таким чином, адміністративно-територіальний поділ КНР: 22 провінції, 5 автономних районів і 4 міста центрального підпорядкування. Це об'єднуються терміном «континентальний Китай», куди зазвичай не входять Гонконг, Макао і Тайвань.
| Провінції                                                                    | (піньїнь)             | (кит.) | Адм. центр | (піньїнь)    |
| ---------------------------------------------------------------------------- | --------------------- | ------ | ---------- | ------------ |
| Аньхуі (також Аньхой)                                                        | Anhui                 | 安徽   | Хефей      | Hefei        |
| Фуцзянь                                                                      | Fujian                | 福建   | Фучжоу     | Fuzhou       |
| Ґаньсу                                                                       | Gansu                 | 甘肃   | Ланьчжоу   | Lanzhou      |
| Ґуандун                                                                      | Guangdong             | 广东   | Ґуанчжоу   | Guangzhou    |
| Ґуйчжоу                                                                      | Guizhou               | 贵州   | Гуйян      | Guiyang      |
| Хайнань                                                                      | Hainan                | 海南   | Хайкоу     | Haikou       |
| Хебей                                                                        | Hebei                 | 河北   | Шицзячжуан | Shijiazhuang |
| Хейлунцзян                                                                   | Heilongjiang          | 黑龙江 | Харбін     | Harbin       |
| Хенань                                                                       | Henan                 | 河南   | Чженчжоу   | Zhengzhou    |
| Хубей                                                                        | Hubei                 | 湖北   | Ухань      | Wuhan        |
| Хунань                                                                       | Hunan                 | 湖南   | Чанша      | Changsha     |
| Цзянсу                                                                       | Jiangsu               | 江苏   | Нанкін     | Nanjing      |
| Цзянсі                                                                       | Jiangxi               | 江西   | Наньчан    | Nanchang     |
| Ґірін (Цзілінь)                                                              | Jilin                 | 吉林   | Чанчунь    | Changchun    |
| Ляонін                                                                       | Liaoning              | 辽宁   | Шеньян     | Shenyang     |
| Цінхай                                                                       | Qinghai               | 青海   | Сінін      | Xining       |
| Шаньсі                                                                       | Shaanxi               | 陕西   | Тайюань    | Taiyuan      |
| Шаньдун                                                                      | Shandong              | 山东   | Цзінань    | Jinan        |
| Шеньсі                                                                       | Shanxi                | 山西   | Сіань      | Xi'an        |
| Сичуань                                                                      | Sichuan               | 四川   | Ченду      | Chengdu      |
| Юньнань                                                                      | Yunnan                | 云南   | Куньмін    | Kunming      |
| Чжецзян                                                                      | Zhejiang              | 浙江   | Ханчжоу    | Hangzhou     |
| Автономні райони                                                             | (піньїнь)             | (кит.) | Адм. центр | (піньїнь)    |
| Ґуансі-Чжуанський автономний район                                           | Guangxi               | 广西   | Наньнін    | Nanning      |
| Внутрішня Монголія                                                           | Nei Menggu            | 内蒙古 | Хух-Хото   | Hohhot       |
| Нінся-Хуейський                                                              | Ningxia               | 宁夏   | Їньчуань   | Yinchuan     |
| Сіньцзян-Уйгурський                                                          | Xinjiang              | 新疆   | Урумчі     | Urumqi       |
| Тибетський                                                                   | Tibet                 | 西藏   | Лхаса      | Lhasa        |
| Міста прямого підпорядкування                                                | (піньїнь)             | (кит.) | (кит.)     | (кит.)       |
| Пекін                                                                        | Beijing               | 北京   | 北京       | 北京         |
| Чунцін                                                                       | Chongqing             | 重庆   | 重庆       | 重庆         |
| Шанхай                                                                       | Shanghai              | 上海   | 上海       | 上海         |
| Тяньцзінь                                                                    | Tianjin               | 天津   | 天津       | 天津         |
| Спеціальні адміністративні райони                                            |                       |        |            |              |
| Гонконг                                                                      | Hong Kong (Xianggang) | 香港   | 香港       | 香港         |
| Макао                                                                        | Macau (Àomén)         | 澳门   | 澳门       | 澳门         |
| Регіон, що контролюється Республікою Китай (політичний статус не визначений) |                       |        |            |              |
| Тайвань                                                                      | Taiwan                | 台湾   | 台湾       | 台湾         |

## Населення

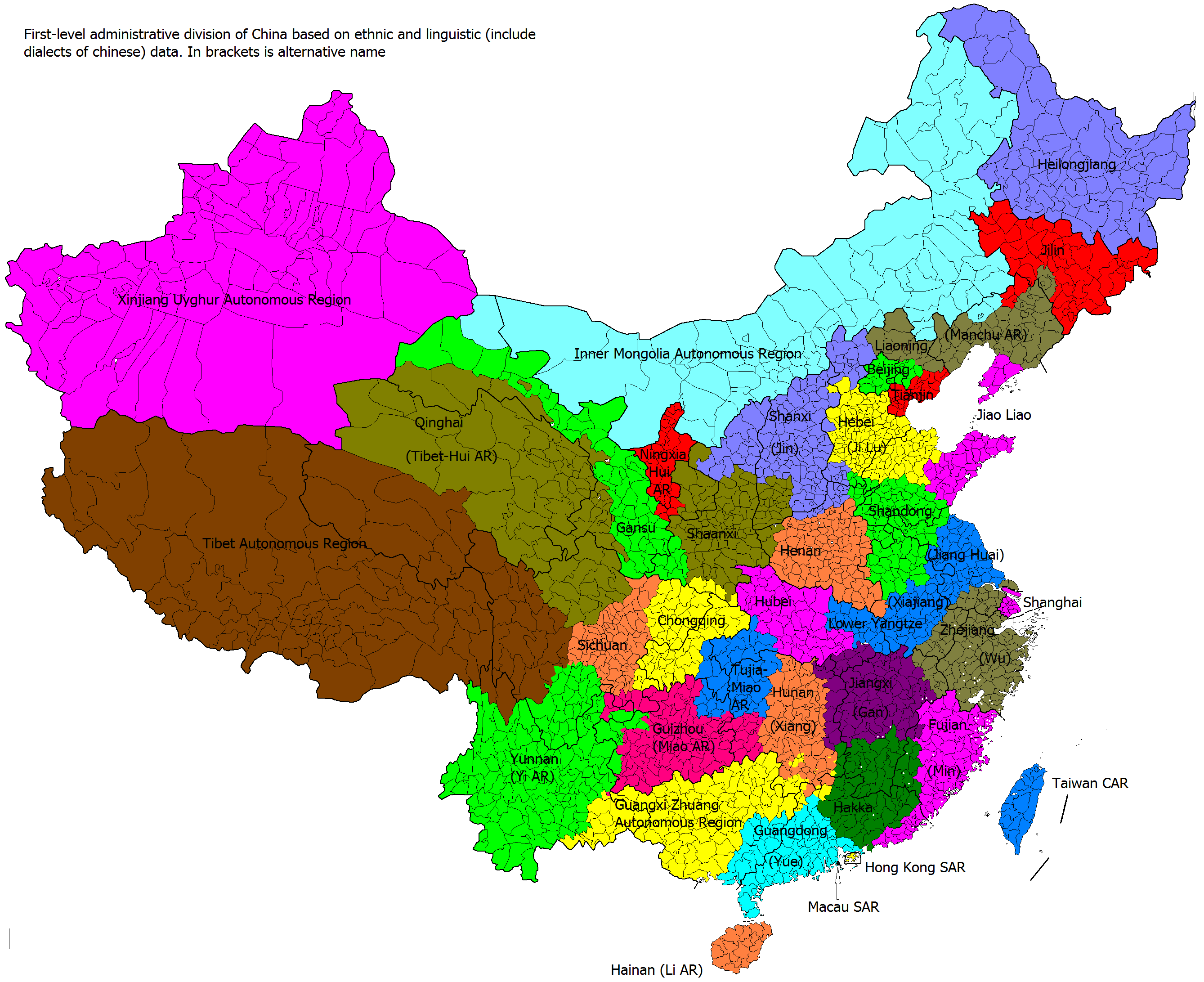
Етнолінгвістичний склад населення відповідно до територіального поділу КНР

За чисельністю населення КНР посідає друге місце серед інших країн із населенням 1,41 млрд осіб. Щільність населення КНР велика, населення розміщено дуже нерівномірно: райони Східного Китаю густонаселені, в районах Західного— чисельність населення невелика, чисельність селян велика, а містян — незначна. Населення швидко зростає. З огляду на це, у середині 1970-х КНР запровадила контроль за народжуваністю за допомогою загальнодержавної програми "одна родина-одна дитина", у результаті коефіцієнт народжуваності в країні став знижуватися. У 2015 році дія цієї програми була офіційно завершена. Проте протягом 2022-2023 років населення Китаю надалі стабільно скорочується. За даними Національного статистичного бюро (NBS) Китаю кількість населення у 2023 році знизилась до 1,409 млрд. осіб. У 2023 році за рейтингом держав з найбільшою чисельністю населення перше місце зайняла Індія. За підсумками 2024 року населення Китаю зменшилось на 1,39 мільйона до 1,408 мільярда. Експерти пов'язують скорочення з політикою однієї дитини та урбанізацією, що збільшило витрати на виховання дітей. Зростання витрат на догляд за літніми людьми та пенсійні виплати можуть створити додаткове навантаження на місцеві органи влади.
У КНР проживають представники 56 національностей, ханьці (китайці) складають понад 92 % чисельності населення країни, вихідців інших 55 національностей — менше 8 %. Найчисленнішою етнічною групою є чжуани — понад 15 млн, найменш численною — лоба (понад 2000 осіб). Ханьці розселені по всій країні. Хоча частка нацменшин у населенні Китаю незначна, однак площа їхнього розселення досить велика і становить 50—60 % усієї території Китаю.
Ханьці мають власну мову і писемність. Китайська мова вживається як у країні, так і за її межами. Хуейці й маньчжури також вживають китайську мову. Інші 53 національності вживають, головним чином, свої мови, 23 національності мають свою писемність. Протягом тривалого часу між ханьцями і нацменшинами встановилися широкі політичні, економічні і культурні зв'язки, відносини взаємної залежності і спільного розвитку.
11 травня 2021 року оголошені результати сьомого національного перепису. Інформаційне бюро Державної ради провело прес-конференцію, щоб представити основні дані результатів сьомого національного перепису та відповісти на запитання журналістів. Нін Джичже, директор Національного статистичного бюро, повідомив на засіданні, що загальна чисельність населення країни склала 1,41178 млн, що стало збільшенням на 72,06 млн. Або 5,38 % порівняно зі 133,972 млн. У 2010 році середньорічний темп приросту становив 0,53 %, порівняно з 2000 р. До 2010 р. середньорічний темп приросту становив 0,57 % і зменшився на 0,04 процентного пункту. Дані показують, що населення Китаю протягом останніх 10 років продовжує підтримувати низькошвидкісну тенденцію зростання.

### Статевий склад
Чоловіків нараховано 723,34 млн. осіб і вони складають 51,24 % від загальної чисельності населення; жінок у країні 688,44 млн., відповідно, їх частка становить 48,76 %. Співвідношення статей (співвідношення 100 чоловіків до 100 жінок) становить 105,07, що в основному відповідає 2010 р., і дещо зменшено до народження статеве співвідношення становило 111,3, що на 6,8 менше порівняно з попереднім 2010 роком.[джерело?]

## Зовнішня політика
КНР є однією з великих держав світу, одним з 5 постійних членів Ради безпеки ООН.

### Територіальні питання
КНР претендує на суверенітет над островом Тайвань і декількома прилеглими островами, куди після перемоги комуністичного режиму втік повалений уряд Чан Кайши й де продовжує існувати Республіка Китай, яка весь цей час знаходиться під заступництвом США. КНР розглядає Тайвань і прилеглі острови як частину своєї держави. Керівництво Республіки Китаю також претендує на суверенітет над всією територією КНР, хоча останнім часом у ній посилюється рух за те, щоб оголосити Тайвань окремою державою.
У західній літературі часто райони, які контролює КНР, іменують континентальним Китаєм, при цьому звичайне це поняття не включає так звані спеціальні адміністративні райони — Гонконг і Макао (колишні британська і португальська колонії, що возз'єдналися з КНР лише наприкінці XX століття).
За укладеною в 1989 з Великою Британією угодою, Сянган (Гонконг) перейшов під управління КНР як спеціальний адміністративний район 1 червня 1997 року, а остання португальська колонія Макао (Аоминь) — у 1999 році.
Деякі територіальні питання виникли в Росії і Китаю в 2005 році, коли Росія поступилася КНР декількома островами недалеко від Хабаровська (у тому числі й західну частину острова Великий Уссурійський).

### Зовнішня воєнна агресія КНР
- 1950 — вторгнення армії китайських народних добровольців до Кореї[16];
- 1951 — захоплення Тибету;
- 1960, 1962, 1967 — вторгнення до Індії;
- 1969 — вторгнення КНР на територію СРСР на острові Даманський та в районі Жаланашколь;
- 1974 — захоплення Парасельських островів;
- 1974 — атака на острови архіпелагу Спратлі;
- 1979 — китайське вторгнення до В'єтнаму;
- 1988 — напад китайських ВМС на в'єтнамські військові кораблі в районі островів Спратлі;
- 1996 — напад на філіппінські військові кораблі в районі островів Спратлі.

## Порушення прав людини

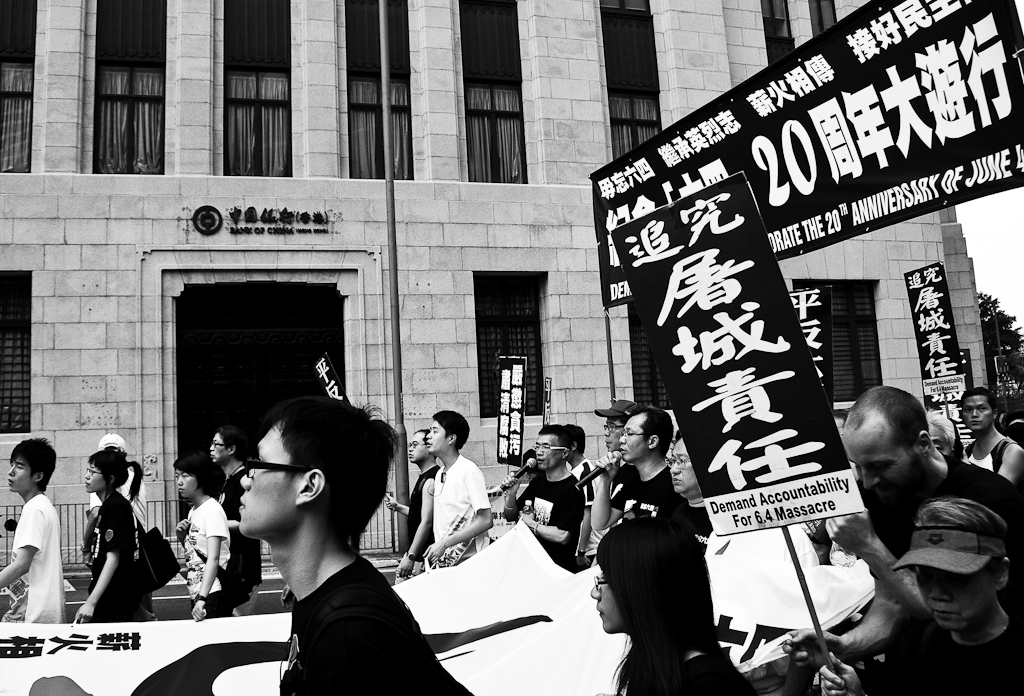
Вшанування річниці подій на площі Тяньаньмень

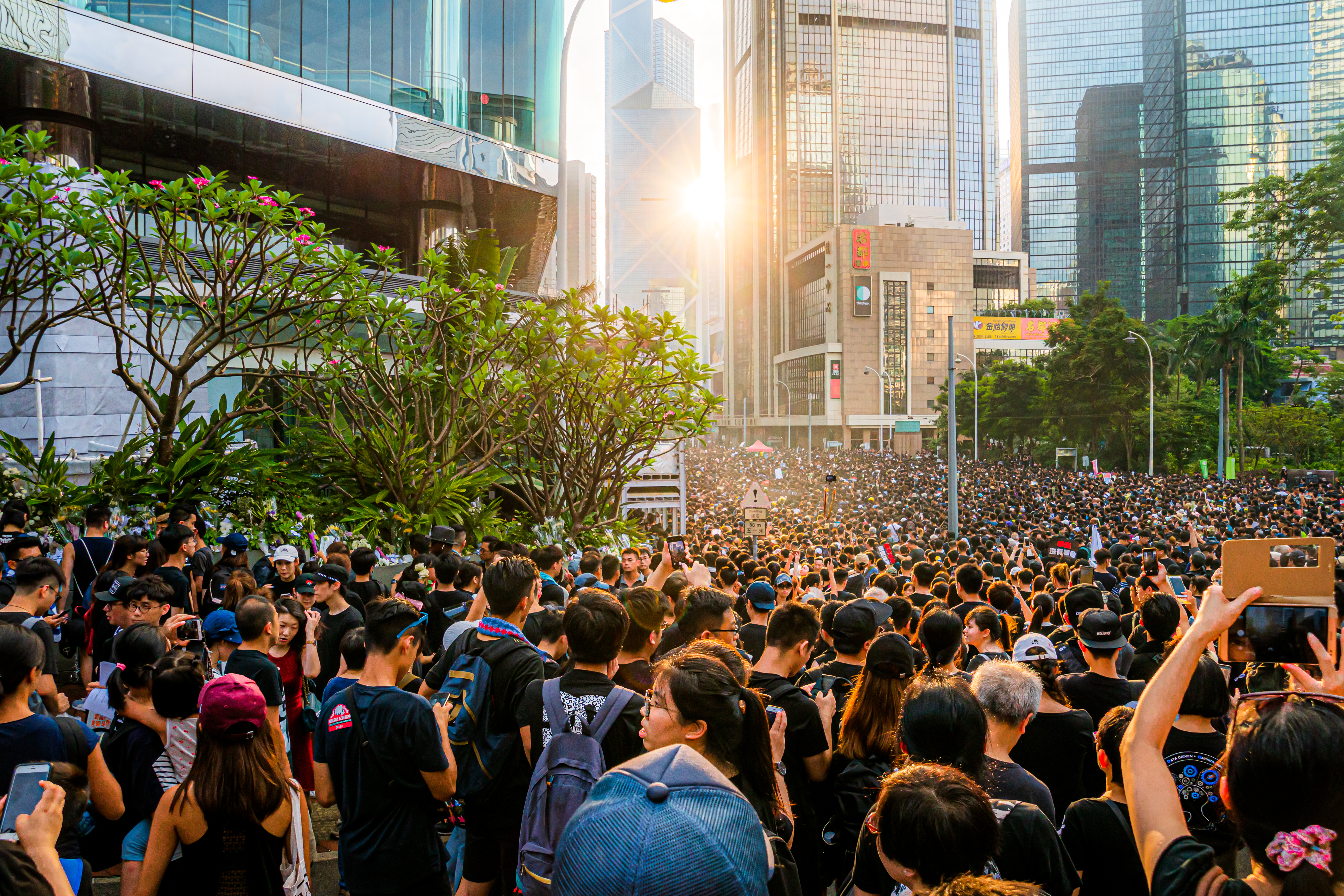
Протести в Гонконзі

Китай використовує масову шпигунську мережу з камер, програмного забезпечення для розпізнавання обличчя, датчиків стеження за персональними технологіями та систему соціального кредиту як засіб соціального контролю населення. Китайський демократичний рух, громадські активісти та деякі члени Комуністичної партії Китаю вірять у необхідність соціальних і політичних реформ.

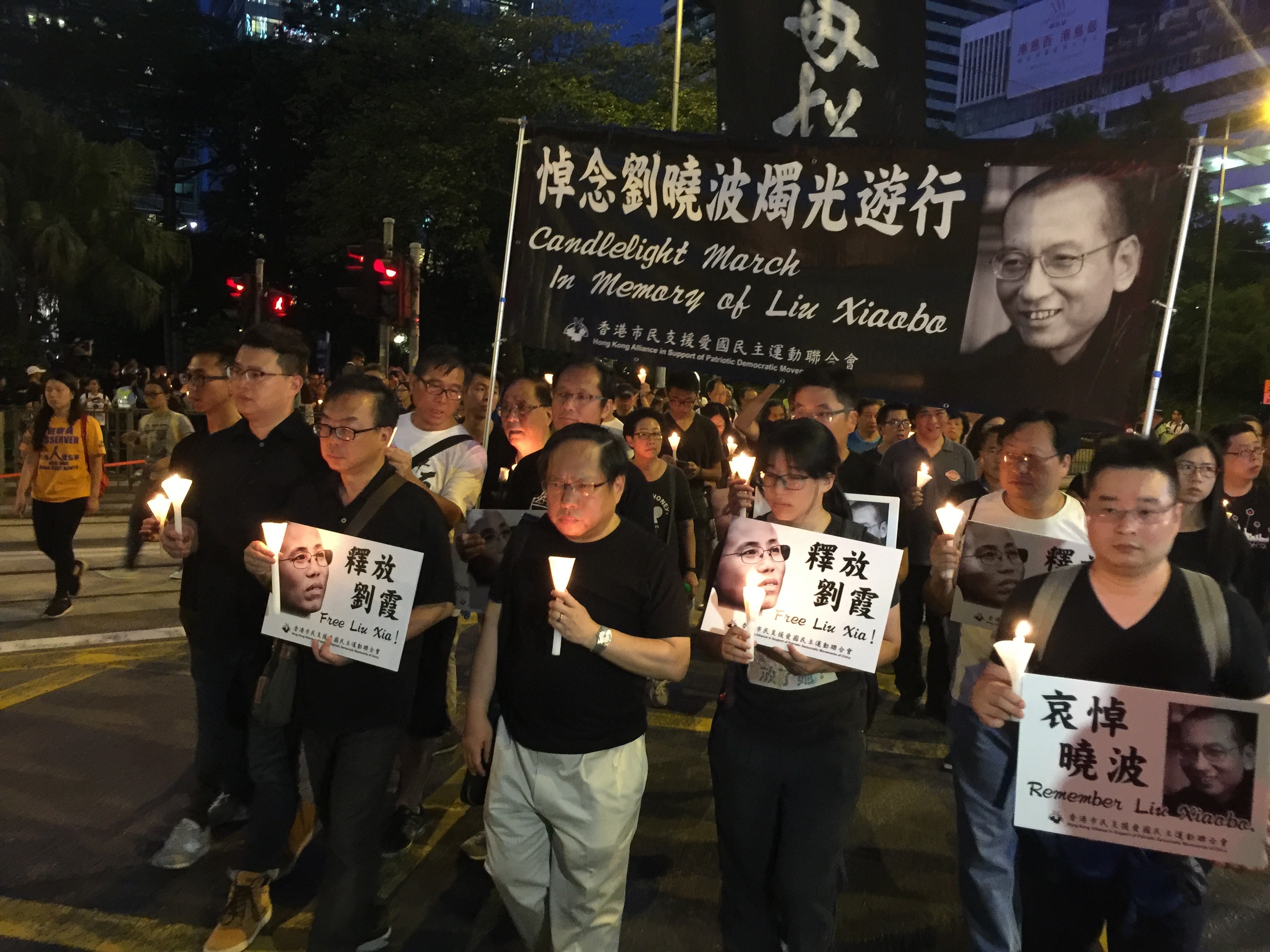
Марш пам'яті китайського лауреата Нобелівської премії миру Лю Сяобо, який помер під час перебування під вартою уряду

У Конституції Китайської Народної Республіки зазначено, що до «основних прав» громадян належать свобода слова, свобода преси, право на справедливий суд, свобода віросповідання, загальне виборче право та право власності. На практиці ці положення не забезпечують значного захисту від кримінального переслідування з боку держави. Хоча деяка критика політики уряду та панівної Комуністичної партії допускається, цензура політичних виступів та інформації, особливо в Інтернеті, регулярно використовується для запобігання колективним діям.
Ряд іноземних урядів, іноземних прес-агентств і неурядових організацій критикували ситуацію з дотриманням прав людини в Китаї, стверджуючи про широкомасштабні порушення громадянських прав, такі як затримання без суду, примусові аборти, примусові зізнання, тортури, обмеження основних прав та надмірне застосування смертної кари. Уряд придушує народні протести та демонстрації, як це було з протестами на площі Тяньаньмень у 1989 році.
Китай регулярно звинувачують у широкомасштабних репресіях і порушеннях прав людини в Тибеті та Сіньцзяні, включаючи жорстокі поліцейські репресії та релігійне пригноблення. Щонайменше мільйон членів мусульманської уйгурської меншини Китаю були ув'язнені в таборах, які називаються «центрами професійної освіти та навчання», метою яких є зміна політичного мислення затриманих, їх особистості та релігійних переконань. За даними Державного департаменту США, у цих закладах часто застосовують політичне навчання, тортури, фізичне та психологічне насильство, примусову стерилізацію, сексуальне насильство та примусову працю. Держава також намагається залякувати іноземних репортерів, затримуючи членів їхніх родин. Поводження Китаю з уйгурами відповідає визначенню ООН геноциду.

## Економіка
КНР — потужна аграрно-індустріальна країна. Розвиваються традиційні галузі промисловості — текстильна, вугільна, чорна металургія, фосфорно-фаянсове виробництво, також створені нові галузі — нафтопереробна, газова, хімічна, авіаційна, космічна, електронна, машинобудівна, приладобудівна. Китай займає провідні позиції у світі з видобутку вугілля, виробництва мінеральних добрив, цементу, електроенергії, виплавки сталі. Розвинені сучасні види транспорту. Довжина (1996, тис. км) залізниць 72,9, автошляхів 1157. Гол. морські порти: Шанхай, Тяньцзінь з Сіньганом, Далянь, Гуанчжоу з Хуанпу, Чжаньцзян, Ціньхуандао, Ціндао. В країні діють бл. 500 внутрішніх і 60 міжнародних авіаліній.
Виробництво електроенергії — 1007 млрд кВт·год (1995), головним чином на ТЕС. У 1995 в структурі енергобалансу в Китаї переважало кам'яне вугілля (73 %), за ним слідували гідроресурси (19 %), нафта (6 %) і атомне паливо (1 %). Згідно з офіційними даними, за 2002 р. споживання енергії в Китаї зросло на 20 %. Китай і, меншою мірою, Індія, згідно з більшістю прогнозів будуть задавати темпи зростання споживання енергії у світі в найближчі півстоліття. Китай випереджає всі країни світу за потенційними запасами гідроенергетичних ресурсів. За даними Міжнародного енергетичного агентства (IEA), природний газ у 2003 покриває всього 2 % потреб Китаю в енергоносіях. Китай до 2010 р. розраховує подвоїти споживання газу. Спостерігається зростаюча залежність країни від імпорту нафти з нестабільних країн близькосхідного регіону: попри високі ціни на цю сировину, тільки за перше півріччя 2003 обсяги китайського нафтоімпорту зросли на 33 %.
Головним центрами економічного зростання є дві найбільші економічні зони Китаю: Дельта Перлинної річки та Дельта річки Янцзи.

## Культура
Культурна спадщина Китаю включає в себе безліч архітектурних, літературних, філософських, мистецьких, ремісничих та інших традицій та досягнень, накопичених за тисячоліття. Ця спадщина є однією з найбільш багатих та різноманітних у світі та має велике значення для світової культури.
Серед найвідоміших елементів культурної спадщини Китаю можна виділити наступні:
- Мова та писемність: китайська мова та ієрогліфічна писемність вважаються одними з найскладніших та унікальних у світі. Використання ієрогліфів в Китаї сягає глибин історії на кілька тисячоліть, і ця письмова спадщина є одним з найважливіших компонентів китайської культури.
- Філософія: Китай має багату філософську традицію, яка включає в себе вчення Конфуція, Даосизму, Моїзму та інших. Китайська філософія справила великий вплив на розвиток культури та мислення в Азії та за її межами.
- Мистецтво: Китайська живопис, скульптура, каліграфія, музика та танці мають довгу та багату історію. Китайські художники та музиканти вважаються майстрами у створенні красивих та вишуканих творів мистецтва.
- Архітектура: Китайська архітектура включає такі пам'ятки, як Великий китайський мур, Заборонений місто, Поховання цінських імператорів та багато інших унікальних споруд.
- Ремесла: Китайська реміснича традиція налічує безліч унікальних технік та традицій, таких як кераміка, виготовлення шовку, лакові роботи, вирізування з каменю, різьблення по дереву та багато інших. Китайські ремесла славляться своєю красою та якістю виконання.
- Кухня: Китайська кухня відома по всьому світу своїми унікальними смаками та традиціями. Вона має понад 5000-річну історію та включає безліч регіональних кухонь та страв.
- Традиційні свята: Китай має безліч унікальних традиційних свят, таких як Новий рік, Фестиваль осені, Чунцинський фестиваль та інші. Ці свята відображають багатство культурної спадщини Китаю та відіграють важливу роль у житті китайського народу.
- В цілому, культурна спадщина Китаю є однією з найбагатших та найрізноманітніших у світі та має велике значення для світової культури. Завдяки її унікальності та красі, китайська культура продовжує привертати увагу людей з усього світу.

Однією з найважливіших рис китайської культури є її старовинність. Китайська цивілізація налічує понад 5000 років, і протягом цього часу вона створила безліч унікальних культурних форм та традицій. Китайська культура також відома своєю духовністю, мудрістю та естетикою.